# Cyril Dobrý
Cyril Dobrý (* 6. října 1996 Praha) je český filmový a divadelní herec. Jeho otcem je herec Karel Dobrý.

## Dílo
Hrál menší role v epizodách televizních seriálů jako je Ulice, Specialisté, Dáma a Král, zahrál si také ve filmu Liebe. V divadle působil ve Švandově divadle nebo v Městském divadle pražském. V současnosti působí v divadle Studio hrdinů. V roce 2020 ztvárnil hlavní roli v kriminálním seriálu České televize Zrádci. V něm si zahrál roli drogového dealera a policejního informátora Davida Frýdla. V roce 2023 si zahrál hlavní roli ve webovém seriálu FTV Prima Banáni.

### Rozhlas
- Zkouškový (podcastový seriál Českého rozhlasu Radia Wave) … Tomáš[10]